# Bill and the Bearded Lady
Bill and the Bearded Lady è un cortometraggio muto del 1917 diretto da Norval MacGregor. Prodotto dalla Selig Polyscope Company, il film aveva come interpreti William Hutchinson, Lillian Leighton, William Scott.

## Produzione
Il film fu prodotto dalla Selig Polyscope Company.

## Distribuzione
Distribuito dalla General Film Company, il film - un cortometraggio in una bobina - uscì nelle sale cinematografiche statunitensi nel maggio 1917.